# Kabel kategorii 6

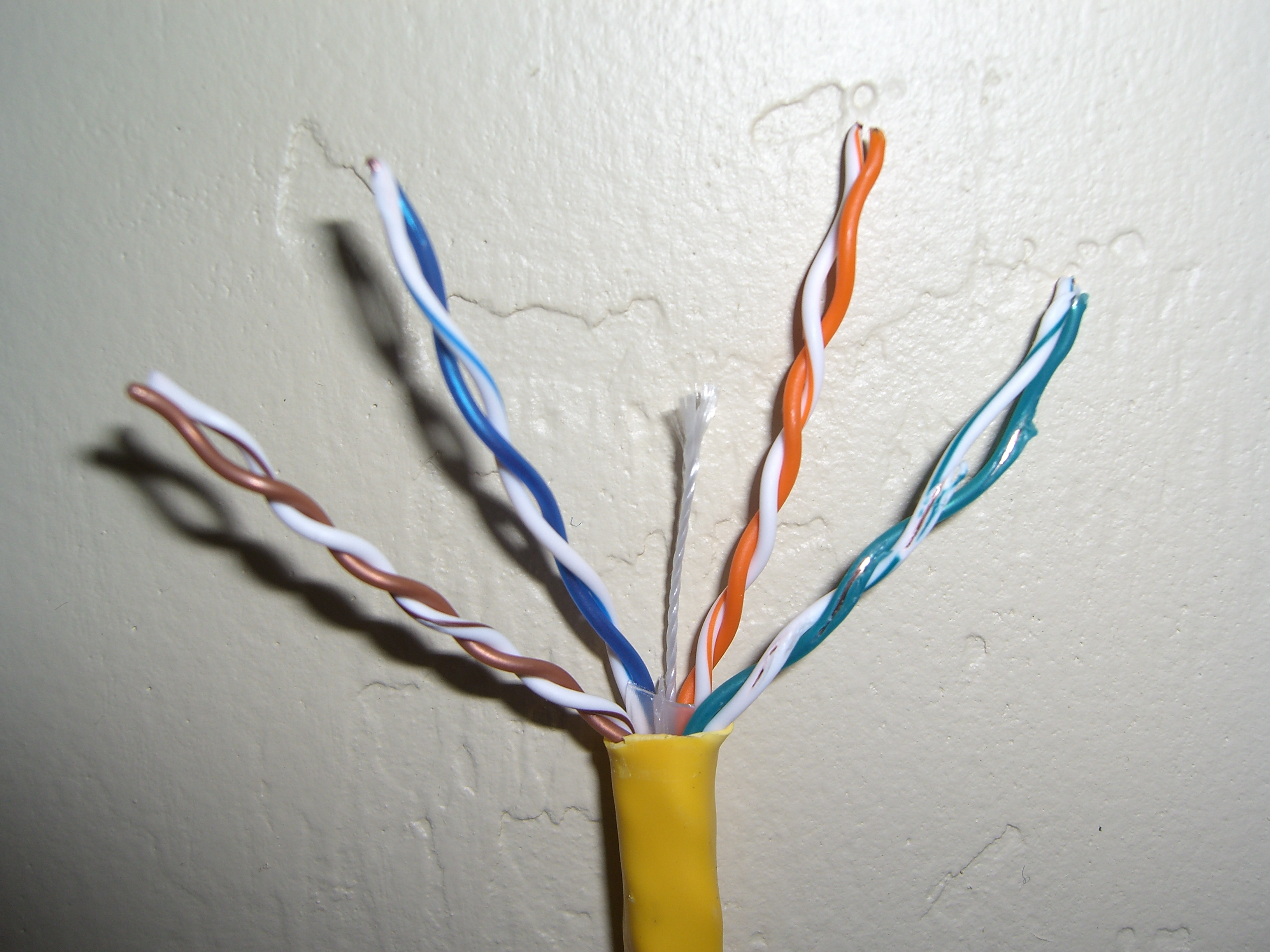
Ethernetowy kabel kat. 6

Kabel kategorii 6 (oznaczany powszechnie Cat 6) – standardowa skrętka do Ethernetu oraz innych warstw fizycznych sieci, który jest wstecznie kompatybilny ze standardami kabli w kategorii 5/5e oraz kategorii 3. W porównaniu z kat. 5 i kat. 5e, kat. 6 posiada bardziej rygorystyczne specyfikacje dotyczące przesłuchu oraz szumu systemowego. Standard kabla określa funkcjonowanie w zakresie do 250 MHz.
O ile kabel kategorii 6 ma zredukowaną długość maksymalną, gdy stosowany jest do 10GBASE-T, kabel kategorii 6A (lub powiększona kategoria 6) charakteryzuje się zakresem do 500 MHz oraz posiada poprawione charakterystyki dotyczące przesłuchu obcego, co pozwala na użytkowanie 10GBASE-T na identycznym dystansie 100 metrów, jak wcześniejsze warianty Ethernetu.

## Opis
Kabel kategorii 6 można zidentyfikować dzięki nadrukowi na boku jego izolacji.
Kable krosowe kat. 6 zazwyczaj kończą się złączem modularnym 8P8C. Jeśli z okablowaniem kat. 6 nie używa się kabli krosowych, gniazd i złączy kat. 6, ogólna wydajność obniża się i może nie być zgodna ze specyfikacjami wydajności kat. 6.
Złącza korzystają zazwyczaj z układu styków T568A lub T568B; wydajność jest porównywalna pod warunkiem, że oba końce kabla zakończone są w identyczny sposób.

## Kategoria 6A
Standardem dla kategorii 6A jest ANSI/TIA-568-C.1, zdefiniowany przez TIA dla poprawionych standardów funkcjonowania systemów kabli skrętkowych. Został on zdefiniowany w lutym 2009. Kategorię 6A określono dla częstotliwości do 500 MHz – dwa razy więcej niż kat. 6.
Kategoria 6A funkcjonuje przy poprawionych specyfikacjach, w szczególności w obszarze przesłuchu obcego, w porównaniu do kat. 6 UTP (skrętka nieekranowana), która wykazywała się wysokim szumem obcym przy wysokich częstotliwościach.
Światowy standard okablowania ISO/IEC 11801 został rozszerzony poprzez dodanie poprawki 2. Poprawka ta definiuje nowe specyfikacje dla komponentów kat. 6A oraz permanent link klasy EA. Te nowe, światowe specyfikacje kat. 6A/klasa EA wymagają nowej generacji oprzyrządowania łączącego, które oferuje o wiele wyższą wydajność w porównaniu z istniejącymi produktami, opartymi na amerykańskim standardzie TIA.
Najważniejszą kwestią jest różnica wydajności pomiędzy specyfikacjami komponentów ISO/IEC a EIA/TIA dla parametru transmisji NEXT. Przy częstotliwości 500 MHz, złącze ISO/IEC kat. 6A działa o 3 dB lepiej niż złącze kat. 6A zgodne ze specyfikacją EIA/TIA. 3 dB równe jest 50% redukcji szumu przesłuchu zbieżnego mocy sygnału; patrz punkt 3dB.
Chaos powodują różne konwencje nazewnictwa oraz wzorce wydajności określone przez standardy międzynarodowe ISO/IEC oraz amerykańskie TIA/EIA, które z kolei są różne od regionalnego europejskiego standardu EN 50173-1. W szerokim rozumieniu standard ISO dla kat. 6A jest najwyższy, po nim następuje standard europejski, a następnie amerykański.

## Długość maksymalna
Przy zastosowaniu do 10/100/1000BASE-T, maksymalna dozwolona długość kabla kat. 6 to 100 metrów (328 stóp). Składa się ona z 90 metrów (295 stóp) okablowania jednożyłowego „horyzontalnego” pomiędzy panelem patcha, a gniazdem ściennym, plus 5 metrów (16 stóp) wielożyłowego kabla krosowego pomiędzy każdym gniazdem i podłączonym urządzeniem. Dla 10GBASE-T, nieekranowany kabel kat. 6 nie powinien przekraczać 55 metrów długości.

## Warunki instalacji
Aby spełniać wymogi specyfikacji, kable kategorii 6 i 6A muszą zostać odpowiednio zainstalowane i zakończone. Kabel nie może być skręcony bądź zagięty zbyt ciasno (promień gięcia powinien wynosić co najmniej czterokrotność zewnętrznej średnicy kabla). Par przewodów nie należy odkręcać, a zewnętrznego płaszcza nie można zdejmować więcej niż 0,5 cala (12,7 mm).
Wymagane może być ekranowanie kabla w celu poprawienia jego wydajności w środowiskach o wysokiej interferencji elektromagnetycznej (EMI). Ekranowanie takie redukuje szkodliwy wpływ EMI na dane kabla. Ekranowanie zazwyczaj biegnie od jednego końca kabla do drugiego przy wykorzystaniu żyły ciągłości biegnącej przez kabel wzdłuż skręconych par przewodów. Złącze elektryczne ekranu z elementem bazowym na każdym końcu wykonuje się za pomocą gniazda. Wymóg złącza uziemiającego na obu końcach kabla sprawia, że istnieje możliwość wystąpienia pętli uziemienia, jeżeli jeden z elementów bazowych sieci ma inny chwilowy potencjał elektryczny względem swojego odpowiednika. Ta niepożądana sytuacja może sprawić, że prądy będą płynąć pomiędzy elementami bazowymi poprzez ekran kabla sieciowego, co z kolei może spowodować wzbudzenie przez te prądy szkodliwego szumu w sygnale przewodzonym przez kabel.

## Kategoria 6e
Kategoria 6e nie stanowi standardu i jest często błędnie stosowana, ponieważ po kategorii 5 następuje 5e, jako ulepszenie tej kategorii. Niedługo po zatwierdzeniu kat. 6, część producentów zaczęła oferować kable oznaczone „Kategoria 6e”. Ich zamiarem była sugestia, że ich produkt jest ulepszeniem standardu kategorii 6 – zapewne nadając tę nazwę wzorowali się na kategorii 5e. Jednakże, nie istnieje żaden uznany standard kategorii 6e, a kat. 6e nie jest standardem uznawanym przez Telecommunications Industry Association. Kategoria 7 stanowi międzynarodowy standard ISO, lecz nie jest standardem TIA (złącza TERA). Kat. 7 istnieje jako kabel ekranowany z nietradycyjnymi złączami, które nie są wstecznie kompatybilne ze złączami kategorii od 3 do 6A. Najnowsza kategoria 8 stanowi kolejny produkt okablowania strukturalnego, który ma być już wstecznie kompatybilny ze wspomnianymi kategoriami.